# Karl Rein
Karl Christian Rein (* 30. Januar 1853 in Böckingen; † 24. November 1913) war Schultheiß in Böckingen und wurde 1903 seines Amtes enthoben.

## Leben
Er war der Sohn eines Schuhmachers und schlug nach dem Besuch der Schule in Heilbronn die Verwaltungslaufbahn ein. Als Schultheiß von Böckingen stand er dem Ort in einer schwierigen Zeit vor, die von einem großen Bevölkerungswachstum und gleichzeitig dem Niedergang der Gemeindefinanzen geprägt war. Bereits 1892 bemühte er sich um finanzielle Hilfe aus Heilbronn, wo die meisten Böckinger arbeiteten, und warf die Frage nach der Eingliederung Böckingens nach Heilbronn auf. Außerdem formte er 1891 die von August Mogler geleitete Pflichtfeuerwehr in die Freiwillige Feuerwehr um. In seine Amtszeit um 1900 fielen viele weitere für die Entwicklung von Böckingen wichtige Dinge wie die Chaussierung und Kandelung der Straßen, die Einführung der Straßenbeleuchtung mit Gas 1896, der Bau der Weststraßenschule 1899/1900 und des Böckinger Wasserwerks 1899. Im Jahr 1903 kam es zu Korruptionsvorwürfen gegen Rein, die in Anzeigen beim Oberamt Heilbronn und der Kreisregierung mündeten. Rein kam in Untersuchungshaft, das Schultheißenamt wurde am 6. Juli 1903 dem Amtsverweser Adolf Alter übertragen. Noch während des Prozesses vor der zweiten Strafkammer des Landgerichts Heilbronn beantragte Rein aus gesundheitlichen Gründen seine Pensionierung, der am 14. Dezember 1903 mit der Amtsenthebung stattgegeben wurde. Das gegen ihn eröffnete Strafverfahren wurde am 12. August 1904 eingestellt, nachdem sich alle gegen ihn erhobenen Vorwürfe als nichtig erwiesen hatten.
Rein war evangelisch, aber möglicherweise nicht sehr religiös, da der Böckinger Pfarrbericht von 1903 über ihn berichtet: „besucht die Kirche sehr selten und ist seit 10 Jahren nicht zum Abendmahl gegangen.“